# Otto Ludwig

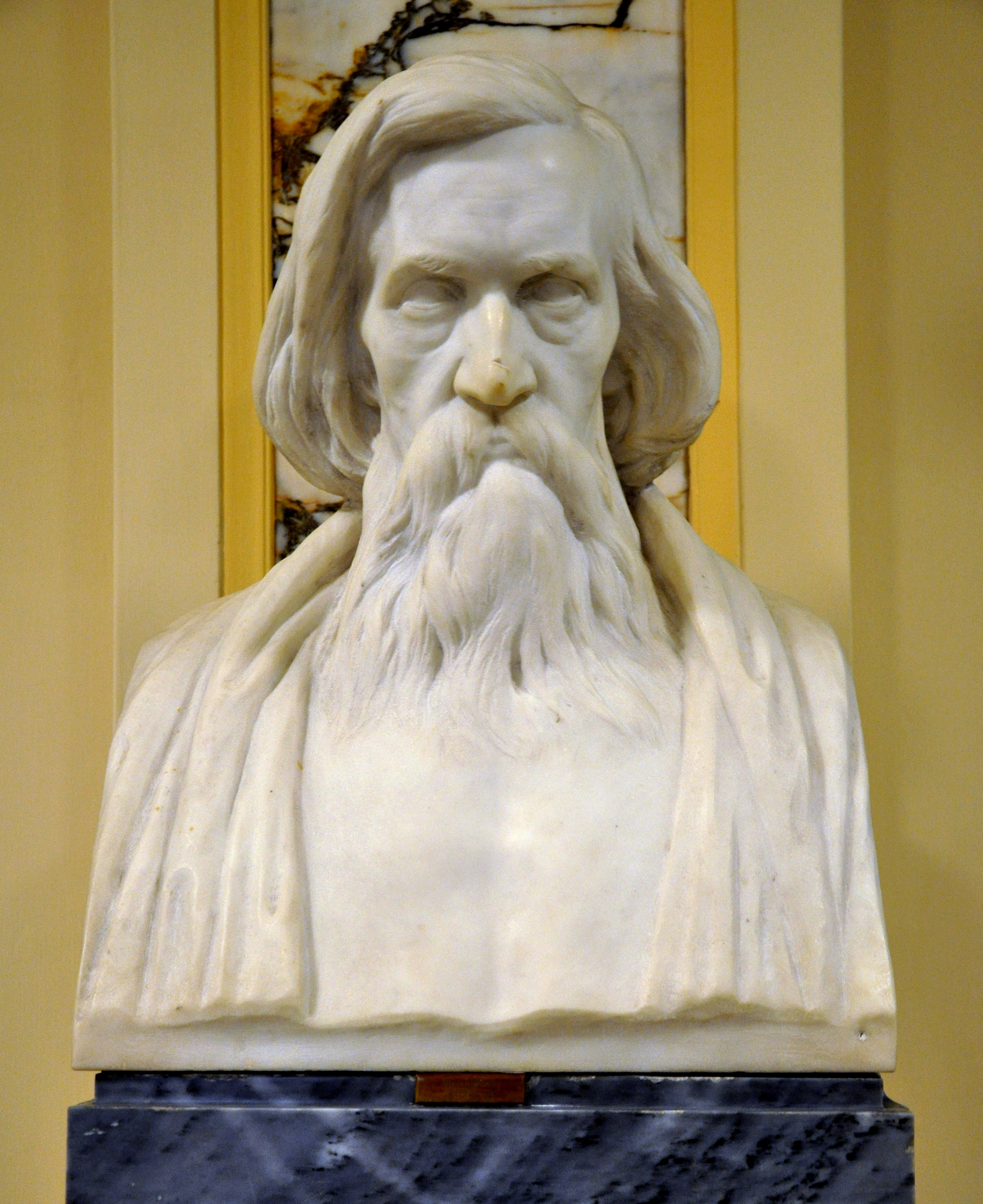
Otto Ludwig

Otto Ludwig (n. 11 februarie 1813 - d. 25 februarie 1865) a fost un scriitor și critic literar german.
A scris povestiri de factură romantică amintind de E.T.A. Hoffmann și Ludwig Tieck, dar și realist-satirice de inspirație rurală.
Proza sa realizează o analiză psihologică a mediului provincial, pe tema vinovăției și a pocăinței, anunțând naturalismul.
De asemenea, a scris și drame.

## Scrieri
- 1843: Maria
- 1854: Heiterethei
- 1856: Zwischen Himmel und Erde ("Între cer și pământ")
- 1853: Der Erbförster ("Pădurarul ereditar").

1. 1 2  Allgemeine Deutsche Biographie
2. 1 2 3  Autoritatea BnF, accesat în 10 octombrie 2015
3. ↑  „Otto Ludwig”, Gemeinsame Normdatei, accesat în 9 aprilie 2014
4. ↑  „Otto Ludwig”, Gemeinsame Normdatei, accesat în 10 decembrie 2014
5. ↑  Otto Ludwig, International Music Score Library Project, accesat în 9 octombrie 2017
6. ↑  Otto Ludwig, Brockhaus Enzyklopädie, accesat în 9 octombrie 2017
7. ↑  Otto Ludwig, Gran Enciclopèdia Catalana
8. ↑  Людвиг Отто, Marea Enciclopedie Sovietică (1969–1978)[*]
9. ↑  „Otto Ludwig”, Gemeinsame Normdatei, accesat în 30 decembrie 2014
10. ↑  Czech National Authority Database, accesat în 1 martie 2022
11. ↑  CONOR.SI[*] Verificați valoarea |titlelink= (ajutor)